# Комбат
„Комбат“ е снимка от Великата отечествена война, направена от съветския фотограф Макс Алперт. На снимката се вижда как командирът вдига войниците да атакуват, въоръжен с пистолет ТТ в ръка. „Комбат“ е една от най-ярките и изразителни снимки от Великата отечествена война. Дълго време, въпреки факта, че картината е известна и популярна, са известни само историята на нейното създаване и името, дадено ѝ от фотографа. Самоличността на лицето, изобразено на него, остава неизвестна.

## Авторска история на снимката
Има няколко авторски версии за създаването на картината, които могат да бъдат разделени на две групи – собствена на автора и такива, които са били разпространени от името на Макс Алперт от авторите на различни публикации. Първата група включва разказ от автобиографична книга от 1962 година.
| „ | Беше така. В щаба на полка ми показаха батальона, който за първи път беше изпратен на фронтовата линия. На следващия ден той трябваше да изтласка германците от височината, която бяха заловили предишния ден. Отидох в окопите, в които беше разположен батальонът. Намерих командира на батальона и се обадих. Оказа се, че е прост, общителен човек, който е служил преди войната в офиса на фабрика. Войниците, говорейки с нисък глас, се концентрираха върху подготовката за предстоящото представление, почистване и проверка на оръжия, оборудване, пишеха писма до роднините си ... Получих съгласието на командира на батальона да бъда близо до него в тези решителни моменти. Веднага след като беше дадена заповед да се говори, войниците в пълно бойно снаряжение напуснаха окопа и легнаха. Командирът на батальона излезе от землянката след тях. Обръщайки се към бойците, вдигайки револвера си високо над главата си, той призова бойците в настъпление в патриотичен импулс ... В тези няколко секунди, когато командирът на батальона нареди на бойците да действат, аз го наблюдавах през визьора на Leica, останал в землянката, на входа му. От онази „ниска точка на стрелба“ снимах командира на батальона по време на големия му психически стрес. | “ |

След като героят на картината е кръстен А. Г. Ерьоменко, тази версия на М. Алперт е променена през 1971 г. в документалния филм „Безсмъртен момент“ (украински. „Безсмъртният Мит“) Той разказва пред украинското студио за хроники и документални филми следното:
| „ | Като военен фотожурналист на ТАСС, намирайки се на Южния фронт, близо до Ворошиловград, в батальона, успях да направя рядка снимка. И беше така. Имаше голяма гореща битка с нацистите. Офицерът се надигнал от окопа и извикал бойците в битка. Под силен вик „Ура!“ бойците се втурва към атаката и последва гореща битка. По това време снимах командира, който призова бойците да атакуват. | “ |

Втората група версии е сформирана през 1970-те и 1980-те години на XX век. За първи път версия от името на фотографа е публикувана от украинския журналист Александър Авраменко през 1970 г.:
| „ | Тази снимка е направена от мен през 1942 – 1943 г. (не помня точно, но ако датата е важна, мога да уточня) край Ворошиловград. Военното поделение е дошло от резерва. Тогава не пишехме имената на военните части. Най-неприятното обаче в историята на тази снимка е, че не помня името на командира на батальона, не съм го записал. Грешката ми е, че беше сниман политически инструктор, който беше старши в поделението, и аз го нарекох командир на батальон. | “ |

Същата публикация съдържа текста на писмо, в което г-н Алперт информира И. А. Ерьоменко, че именно баща му (Андрей Ерьоменко) е уловен на снимката: „Уважаеми Иван Алексеевич, радвам се да ви съобщя, че след консултация с моите другари и специалисти стигнахме до извода, че командирът на батальона е ваш баща“. В следващата публикация А. Авраменко говори за опит да се изяснят някои подробности: "Търся московския телефон на Алперт, разказвам за съмненията си. Той отговаря: – Да, снимката е направена през 1941 г. Съвсем наскоро успях да изясня: беше през есента. Нашите войски отстъпиха, снимка от нападението не отиде във вестника, а по-късно униформата се промени.
Подробностите за заснемането от името на фотографа бяха разказани два пъти от Николай Ночовски. Той прави това за първи път през 1974 г. Друга версия е записана през пролетта на 5 г.:
| „ | Случи се така, че нямах време да напиша името на офицера. Имаше силна битка, беше трудно да се ориентираш. Спомням си, че избрах изкоп малко по-напред от линията на защита. Започна тежка бомбардировка. След това артилерийска подготовка. Фашистите започнаха психическа атака. И изведнъж, недалеч от мен, един офицер се издигна до пълния си ръст, последван от войниците. Успях да натисна затвора на фотоапарата си, след което фрагмент от вражески снаряд разби телеобектива. Мислех, че рамката е съсипана. Когато разработих филма, изображението върху негатива излезе с високо качество. Защо е нарекъл този офицер командир на батальон? Веднага след като го свалил, веригата преминала: „Командирът на батальона беше убит“. Мислех, че е той. По-късно исках да знам името му, но спешно ме извикаха в щаба на полка. Журналистите записаха тази история в тетрадките си в началото на пролетта на 1970 година. | “ |

Има поне още десетина преразказа на версии от различни журналисти, но те механично повтарят цитираното по-горе.

## Опит за установяване на самоличността на войника
Авторът получава много писма от най-различни хора, които разпознават командира за свой роднина. Поне един ветеран от войната вярва, че е изобразен на тази снимка. Има версия, че снимката изобразява човек родом от Киров.
В началото на 1970-те години журналистите от „Комсомолская правда“ и членовете на луганската регионална младежка организация „Молодогвардиетс“ (Рус. „Млада гвардия“) Направен е опит да се установи самоличността на лицето, изобразено на известната картина. Твърди се, че е родом от село Терсянка на Волнянски район на Запорожка област, Алексей Гордеевич Еременко, младши политически инструктор на една от ротите на 220-и пехотен полк на 4-та пехотна дивизия.
Списание „Наука и живот“ цитира следните думи на бившия войник от санитарния взвод на 220-и полк Александър Матвеевич Макаров:
| „ | Нацистите трескаво се втурват в атака след атака. Имаше много убити и ранени. Нашият силно изтънял полк вече отблъскваше десетата или единадесетата атака. Нацистите се изкачват напред към Ворошиловград, който е на около тридесет километра. До края на деня командирът на ротата, старши лейтенант Петренко, е ранен. След ожесточена бомбардировка, с подкрепата на танкове и артилерия, нацистите започват нова атака. И тогава, издигайки се до пълния си ръст, с думите: „Следвай ме! За Родината! Напред!“, Еременко поведе компанията със себе си, за да се срещне с веригите на нацистите. Атаката е отблъсната, но политическият инструктор умира. | “ |

Ветеран от 285-а дивизия, запасният подполковник Василий Севастянович Березубчак описва тези събития по следния начин:
| „ | В продължение на осем месеца нашата дивизия беше в отбранителна позиция, покривайки направлението Ворошиловград. След това, по заповед на генерал Гречко, тя се премества на нова линия, като поема отбраната близо до село Хороше. Тук избухва гореща битка (неизвестна за щаба на дивизията), по време на която е убит политическият инструктор Еременко. Трудно ми е да повярвам, че снимката е направена другаде, по време на друг бой. Защото Ерьоменко е убит по време на контраатака. В тази битка обаче нямаше кореспондент ... Беше сутринта на 12 юли. Тежък артилерийски огън падна върху нас. Отблъснахме първата атака. Но по време на втория десният фланг на дивизията се разколеба. Бойците започнаха да отстъпват. Бяхме глухи, слепи, много от нас кървяха от ушите – тъпанчетата ни се пукаха! Получих заповед от дивизионния командир да възстановя положението, да спра войниците, защото ситуацията беше критична. Той се затича към отстъпващите мъже. И тогава видях Еременко. Той също се втурна през бойците. „Спри! Спри!“, крещи той. Легнахме. Събрахме хората около нас. Нямаше много от нас, една шепа. Но Еременко реши да контраатакува, за да възстанови положението. Това не се забравя. Той се издигна до пълния си ръст, изкрещя, втурна се към атаката. Нахлухме в окопите, последва ръкопашен бой. Сражавали са се с приклади на пушки и щикове. Нацистите трепнаха и побягнаха. Скоро видях Еременко в един от окопите. Бавно падаше. Изтичах при него и разбрах, че младшият политически инструктор вече не се нуждае от помощ ... | “ |

От друга страна, според ЦАМО, политическият инструктор А. Г. Ерьоменко е посочен като изчезнал през януари 1942 г., т.е. според документите, той е починал в самото начало на годината и при обстоятелства, които не са напълно изяснени.
Дълго време Макс Алперт не може да установи какъв човек е заснет на снимката – мнозина разпознават роднините си на нея, един дори заяви през 2005 г., че той е този, който е заснет на нея. Да се идентифицира командирът от журналистите на „Комсомолская правда“ заедно с активисти на луганската регионална младежка организация „Молодогвардиетс“ (Рус. „Млада гвардия“) Организирано е издирване на близките на лицето от снимката, публикуван е апел към читателите от страниците на вестника. През 1974 г. роднините на Еременко (майка и син) пишат до редакцията с молба да намерят М. Алперт, тъй като според тях именно съпругът и баща им са заснети на снимката. Отначало това послание предизвиква скептицизъм, като се имат предвид многото предишни такива изявления и поради погребението, приложено към писмото, получено от съпругата на Алексей Гордеевич Евдокия Ерьоменко през 1943 г.: „Информираме ви, че вашият съпруг, младши политически инструктор Алексей Гордеевич Ерьоменко, роден през 1906 г., изчезна на 14 януари 1942 г.“ Но тъй като към писмото са приложени и снимки, това дава възможност да се извърши проверка, която потвърждава с висока степен на сигурност, че един човек е изобразен на снимката на Алперт и снимките, предоставени от съпругата на Еременко.

## По-нататъшно използване на изображението
- На Алеята на военната слава в село Хорошо има барелеф „Борба“, създаден въз основа на снимката.
- Часовник „Победа“, издаден за 40-годишнината от Победата, 1985 г.
- Възпоменателна монета с номинална стойност 5 рубли „50 години от Великата победа“, 1995.
- Възпоменателна монета с номинална стойност 10 рубли „55 години от Великата победа“, 2000.
- Пощенска марка на Русия, посветена на стогодишнината от създаването на военно-политически работни органи във въоръжените сили, 2019 г.